# Plumularia tubacarpa
Plumularia tubacarpa is een hydroïdpoliep uit de familie Plumulariidae. De poliep komt uit het geslacht Plumularia. Plumularia tubacarpa werd in 2000 voor het eerst wetenschappelijk beschreven door Watson. 